# Erik Palladino
Erik Palladino (Yonkers, 10 maggio 1968) è un attore statunitense, noto per l'interpretazione del dott. Dave Malucci in E.R. - Medici in prima linea.

## Biografia
Proveniente da una famiglia italo-armena, è il più giovane di tre figli. Assieme al fratello Chris, fonda una band alternative rock, e per molti anni ha portato i capelli lunghi, proprio come il suo idolo, da sempre, Jon Bon Jovi. Decide di diventare attore dopo aver visto Robert De Niro in Toro scatenato.
Esordisce nel 1994 partecipando ad un episodio di Cinque in famiglia, nel 1998 lavora nella commedia Giovani, pazzi e svitati mentre nel 2000 recita nel film di guerra U-571, proprio con Jon Bon Jovi.
Dal 1999 al 2001 interpreta il Dott. Malucci in E.R. - Medici in prima linea, in seguito partecipa a moltissime serie tv come Law & Order - Unità vittime speciali, Fringe (agente della C.I.A. ep.15 della prima serie), Private Practice (interpretando uno dei pazienti della Clinica), Perfetti ma non troppo, CSI: Scena del crimine, Crossing Jordan e Make It or Break It nei panni dell'allenatore Marty Walsh. Nel 2006 interpreta il sergente Chris "Scream" Silas nella serie tv Over There.
Nel 2023 appare in Creed III, nella piccola parte di assistente del pugile Ricky Conlan durante il match con Adonis Creed all'inizio del film.

## Filmografia parziale

### Cinema
- U-571, regia di Jonathan Mostow (2000)
- Latter Days - Inguaribili  romantici (Latter Days), regia di C. Jay Cox (2003)
- Il ritorno nella casa sulla collina, regia di Víctor García (2007)
- The New Daughter, regia di Luis Berdejo (2009)
- Buried - Sepolto (Buried), regia di Rodrigo Cortés (2010)
- Answers to Nothing, regia di Matthew Leutwyler (2011)
- Creed III, regia di Michael B. Jordan (2023)

### Televisione
- E.R. - Medici in prima linea (ER) – serie TV, 46 episodi (1999-2001) – Dave Malucci
- Law & Order - Unità vittime speciali (Law & Order: Special Victims Unit) – serie TV, 2 episodi (2002)
- Joan of Arcadia – serie TV, 5 episodi (2003)
- Criminal Minds – serie TV, 2 episodi (2008)
- Private Practice – serie TV, episodio 2x17 (2009)
- Make It or Break It – serie TV, 6 episodi (2009-2010)
- Fringe – serie TV, episodio 1x15 (2009)
- NCIS - Unità anticrimine (NCIS) – serie TV, episodio 7x04 (2009)
- Rizzoli & Isles – serie TV, episodio 1x10 (2010)
- White Collar – serie TV, episodio 1x09 (2010)
- Castle – serie TV, episodio 3x21 (2011)
- 666 Park Avenue – serie TV, 13 episodi (2012-2013)
- NCIS: Los Angeles – serie TV, 15 episodi (2012-2021)
- Suits – serie TV, 10 episodi (2016-2021)
- La fantastica signora Maisel (The Marvelous Mrs. Maisel) – serie TV, 8 episodi (2018-2023)
- Watchmen – miniserie TV, puntata 1x06 (2019)

## Doppiatori italiani
Nelle versioni in italiano delle opere in cui ha recitato, Erik Palladino è stato doppiato da:
- Fabrizio Vidale in E.R. - Medici in prima linea, Law & Order - Unità vittime speciali
- Roberto Gammino in Joan of Arcadia, 666 Park Avenue
- Pasquale Anselmo in Make It or Break It - Giovani campionesse, Castle
- Davide Marzi in The New Daughter, La fantastica signora Maisel
- Stefano Miceli in U-571
- Gianluca Iacono ne Il ritorno nella casa sulla collina
- Luigi Ferraro in CSI - Scena del crimine
- Franco Mannella in Criminal Minds
- Emiliano Ragno in Reaper - In missione per il diavolo
- Pasquale Anselmo in Private Practice
- Alberto Bognanni in Burn Notice - Duro a morire
- Riccardo Rossi in Fringe
- Massimo Bitossi in Buried - Sepolto
- Massimo De Ambrosis in White Collar
- Alessandro Messina in NCIS - Unità anticrimine
- Alessandro Budroni in NCIS: Los Angeles (ep. 3x12)
- Alberto Angrisano in NCIS: Los Angeles (st. 4-14)
- Massimiliano Plinio in Blue Bloods
- Stefano Thermes in Suits
- Riccardo Scarafoni in Designated Survivor